# ریوسوکه هایاشیدا
ریوسوکه هایاشیدا (ژاپنی: 林田 隆介؛ زادهٔ ۱۱ مارس ۱۹۹۹) یک بازیکن فوتبال اهل ژاپن است.
از باشگاه‌هایی که در آن بازی کرده‌است می‌توان به باشگاه فوتبال و-واران ناگاساکی اشاره کرد.